# Élections nationales monégasques de 1998
Les élections nationales eurent lieu à Monaco les 1er et 8 février 1998 pour le renouvellement du Conseil national, l'unique chambre parlementaire de la principauté monégasque. 

## Résultats
| Parti               | Parti                                    | 1er tour | 1er tour | 1er tour | 2e tour | 2e tour | 2e tour | Total | +/– |  |
| Parti               | Parti                                    | Votes    | %        | Sièges   | Votes   | %       | Sièges  | Total | +/– |  |
| ------------------- | ---------------------------------------- | -------- | -------- | -------- | ------- | ------- | ------- | ----- | --- |  |
|                     | Union nationale et démocratique          | 32 531   | 67,40    | 15       | 3 999   | 49,50   | 3       | 18    |     |  |
|                     | Union nationale pour l'avenir de Monaco  | 11 285   | 23,38    | 0        | 3 196   | 39,56   | 0       | 0     |     |  |
|                     | Rassemblement pour la famille monégasque | 4 446    | 9,21     | 0        | 883     | 10,93   | 0       | 0     |     |  |
|                     |                                          |          |          |          |         |         |         |       |     |  |
| Votes valides       | Votes valides                            | 3 412    | 95,01    |          | 3 135   | 97,18   |         |       |     |  |
| Votes nuls          | Votes nuls                               | 138      | 3,84     | 77       | 2,38    |         |         |       |     |  |
| Votes blancs        | Votes blancs                             | 41       | 1,15     | 14       | 0,44    |         |         |       |     |  |
| Total               | Total                                    | 3 591    | 100      | 15       | 3 226   | 100     | 3       | 18    | =   |  |
| Votants enregistrés | Votants enregistrés                      | 4 931    | 72,82    |          | 4 932   | 65,41   |         |       |     |  |